# Kullo
Kullo (finska Kulloo) är en by och egendom i den före detta kommunen Borgå landskommun, i den nuvarande staden Borgå i landskapet Östra Nyland, Södra Finlands län. Här ifrån härstammar släkter som Kugelberg och Kullberg,Som tog Sig namnet efter Kullo by.Stamfar för dessa släkter Är Olof Bonde i Kullo by Under 1550-talet.